# 希夫尔
希夫尔（法語：Chivres，法語發音：[ʃivʁ]）是法国科多尔省的一个市镇，位于该省南部偏东，属于博讷区。

## 地理
希夫尔（46°58'35"N, 5°5'45"E）面积8.23 平方千米，位于法国勃艮第-弗朗什-孔泰大區科多尔省，该省份为法国中东部省份，北起奥布省，西接涅夫勒省和约讷省，南至索恩-卢瓦尔省，东南接汝拉省，东临上索恩省，东北部与上马恩省接壤。
与希夫尔接壤的市镇（或旧市镇、城区）包括：拉贝热芒莱瑟尔、特吕尼、沙尔奈莱沙隆、埃屈埃勒、蒙莱瑟尔、帕洛。

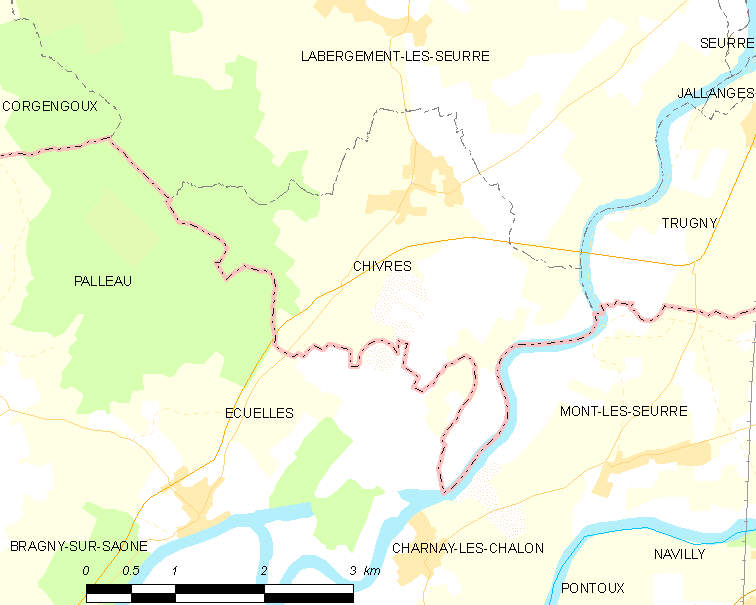
希夫尔的OSM定位图

希夫尔的时区为UTC+01:00、UTC+02:00（夏令时）。

## 行政
希夫尔的邮政编码为21820，INSEE市镇编码为21172。

## 政治
希夫尔所属的省级选区为布拉泽昂普莱讷县。

## 人口

1962-2008年间希夫尔人口变化图示

希夫尔于2022年1月1日时的人口数量为275人。